# Lawrence Feuerbach
Lawrence Edward Joseph Feuerbach (juliol de 1879 - Saranac Lake, Nova York, 16 de novembre de 1911) va ser un atleta estatunidenc, especialista en els llançaments que va competir a cavall del segle xix i el segle xx.
El 1904 va prendre part en els Jocs Olímpics de Saint Louis, on guanyà la medalla de bronze en la prova del llançament de pes del programa d'atletisme, amb un llançament de 13,37 metres. En aquests mateixos Jocs fou quart en la prova del joc d'estirar la corda com a membre del New York Athletic Club.